# ISO 216
Международный стандарт ISO 216 определяет бумажные форматы. Он был создан в 1975 году из немецкого стандарта DIN 476 и отличается от него только бо́льшими допустимыми погрешностями.
- ISO 216:1975 определяет две серии форматов бумаги: A и B;
- ISO 269:1985 определяет серию C для конвертов;
- ISO 217:1995 определяет две серии необрезанных форматов бумаги: RA и SRA.

Стандарт базируется на метрической системе мер и основан на формате бумажного листа, имеющего площадь в 1 м². Все форматы бумаги ISO имеют одно и то же соотношение сторон, равное отношению единицы к квадратному корню из двух (примерно 1:1,4142). При разрезании пополам (по длинной стороне) листа с такими пропорциями две образовавшиеся половины сохраняют соотношение {\displaystyle 1:{\sqrt {2}}}, соотношение Лихтенберга. То есть каждую полученную половину также можно разрезать пополам с сохранением пропорций.
Наиболее широко известный формат стандарта ISO — формат A4.
Стандарт был принят всеми странами, за исключением Соединённых Штатов и Канады. В Мексике, Венесуэле, Колумбии, Чили, центральноамериканских государствах и на Филиппинах, Палау, Маршалловых островах, Микронезии несмотря на принятие международного стандарта, американский формат «Letter» по-прежнему широко используется.

## История

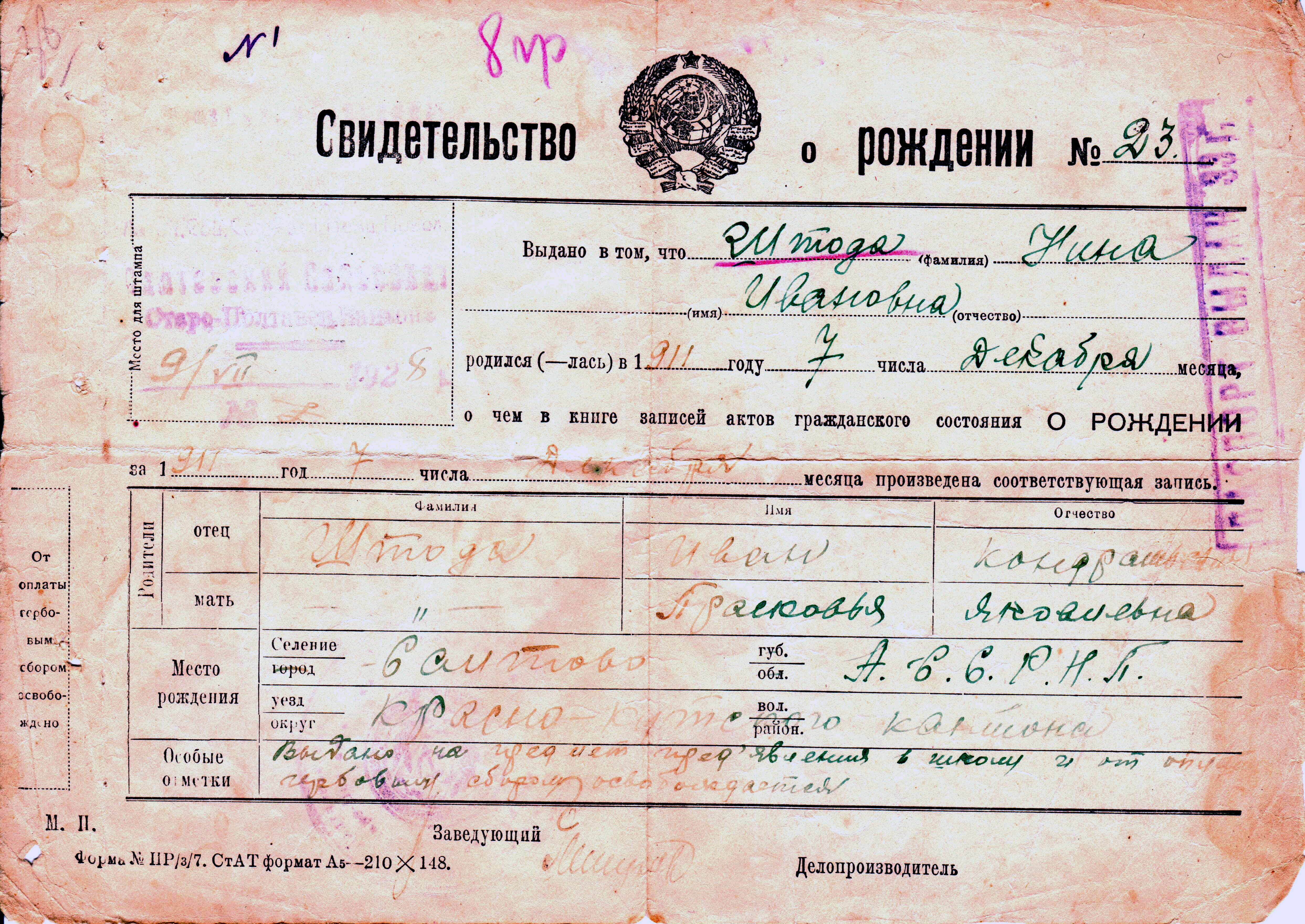
Свидетельство о рождении, выданное в СССР в 1928 году. В левом нижнем углу присутствует отметка о формате DIN 476 (A5) и размерах бланка в миллиметрах

Впервые форматы A и B, автором которых был французский учёный Лазар Карно и которые явились прообразом для современных форматов, появились во времена Великой французской революции. Пропорции форматов Карно между собой (А2 Grand registre и А3 Moyen papier; B3 Grand papier, B4 Petit papier и B5 Demi feuille) соответствуют современным пропорциям по правилам квадратного корня.
Преимущества использования отношения сторон, равного квадратному корню из двух, для размеров бумажного листа было замечено в 1768 году немецким учёным Георгом Лихтенбергом.
В начале XX века Вальтер Порстманн распространил эту идею на систему различных форматов бумаги. Предположительно, Портсманн взял за основу форматы бумаги, разработанные Карно и на их основе математически создал новые форматы, известные как A, B и C. Есть версия, что Портсманн независимо пришел к тем же форматам. Система Порстманна была представлена в Германии в 1922 году в виде стандарта DIN 476, заменив разнообразный набор форматов, использовавшихся в то время. В Германии даже сейчас в повседневной жизни международный формат называют «DIN A4».
Стандарт DIN 476 быстро распространился на другие страны и до Второй мировой войны был принят в восьми странах: Бельгия (1924), Нидерланды (1925), Норвегия (1926), Швейцария (1929), Швеция (1930), СССР (1934), Венгрия (1938), Италия (1939). В ходе войны стандарт был также принят в Уругвае (1942), Аргентине (1943) и Бразилии (1943).
Сразу после войны распространение стандарта продолжилось на другие страны: Испания (1947), Австрия (1948), Румыния (1949), Япония (1951), Дания (1953), Чехословакия (1953), Израиль (1954), Португалия (1954), Югославия (1956), Индия (1957), Польша (1957), Великобритания (1959), Венесуэла (1962), Новая Зеландия (1963), Исландия (1964), Мексика (1965), Южно-Африканская Республика (1966), Франция (1967), Перу (1967), Турция (1967), Чили (1968), Греция (1970), Зимбабве (1970), Сингапур (1970), Бангладеш (1972), Таиланд (1973), Барбадос (1973), Австралия (1974), Эквадор (1974), Колумбия (1975), Кувейт (1975).
К 1975 году так много стран использовали германский стандарт, что он был выпущен в виде стандарта ISO, а также принят в качестве официального формата ООН. С 1977 года формат A4 стал стандартным форматом писем в 88 из 148 стран, к настоящему времени только США и Канада не приняли данный стандарт.

Единственный стандарт бумаги
Североамериканский стандарт используется реже стандарта ИСО
Североамериканский стандарт используется чаще стандарта ИСО
Используется только североамериканский стандарт

В России форматы серии А (от А0 до А5 и кратные им) установлены стандартом для выпуска конструкторской документации.

## Серия форматов A
Стандарт основывается на метрической системе мер. Базовый лист бумаги (А0) имеет площадь в 1 м². Все другие размеры получаются разрезанием длинной стороны на две равные части.
Длину листа формата Ax в мм можно посчитать по формуле {\displaystyle 1000\times 2^{{\frac {1}{4}}-{\frac {x}{2}}}}.
Ширину листа формата Ax в мм можно посчитать по формуле {\displaystyle 1000\times 2^{-{\frac {1}{4}}-{\frac {x}{2}}}}.

## Серия форматов B
Серия форматов B определена в стандарте как дополнительная серия к A. Лист B0 имеет ширину в 1 м и площадь {\displaystyle {\sqrt {2}}} м². Все другие размеры получаются разрезанием длинной стороны на две равные части.
Длину листа формата Bx в мм можно посчитать по формуле {\displaystyle 1000\times 2^{{\frac {1}{2}}-{\frac {x}{2}}}}.
Ширину листа формата Bx в мм можно посчитать по формуле {\displaystyle 1000\times 2^{-{\frac {x}{2}}}}.

## Серия форматов C
Серия форматов C предназначена для конвертов для листов серии A.
- ISO C6 114×162 мм — основной почтовый формат конверта советского периода.

Длину листа формата C в мм можно посчитать по формуле {\displaystyle 1000\times 2^{{\frac {3}{8}}-{\frac {x}{2}}}}.
Ширину листа формата C в мм можно посчитать по формуле {\displaystyle 1000\times 2^{-{\frac {1}{8}}-{\frac {x}{2}}}}.

## Сравнение форматов
| Формат | Серия A    | Серия B     | Серия C    |
| ------ | ---------- | ----------- | ---------- |
| Размер | мм         | мм          | мм         |
| 0      | 841 × 1189 | 1000 × 1414 | 917 × 1297 |
| 1      | 594 × 841  | 707 × 1000  | 648 × 917  |
| 2      | 420 × 594  | 500 × 707   | 458 × 648  |
| 3      | 297 × 420  | 353 × 500   | 324 × 458  |
| 4      | 210 × 297  | 250 × 353   | 229 × 324  |
| 5      | 148 × 210  | 176 × 250   | 162 × 229  |
| 6      | 105 × 148  | 125 × 176   | 114 × 162  |
| 7      | 74 × 105   | 88 × 125    | 81 × 114   |
| 8      | 52 × 74    | 62 × 88     | 57 × 81    |
| 9      | 37 × 52    | 44 × 62     | 40 × 57    |
| 10     | 26 × 37    | 31 × 44     | 28 × 40    |
|        |            |             |            |

Есть также формат С65 114×229 мм

## Допустимые погрешности
| Длина      | Погрешность |
| ---------- | ----------- |
| < 150 мм   | ±1,5 мм     |
| 150—600 мм | ±2 мм       |
| > 600 мм   | ±3 мм       |

## Увеличенные  форматы
Помимо стандартных форматов встречаются увеличенные A3+ (обычно 457×305 мм или 483×330 мм) и A4+ (обычно 337×250 мм). Так как они являются нестандартными, то часто размеры могут меняться в зависимости от производителя.